# Symphonie no 5 de Rubinstein
Pour les articles homonymes, voir Symphonie nº 5.
La Symphonie no 5 dite « Russe », opus 107, en sol mineur, est une symphonie d'Anton Rubinstein. Composée en 1880, elle comporte quatre mouvements. 

## Contexte
Au début de l'été 1880, Rubinstein décide de composer une nouvelle symphonie basée sur des mélodies russes traditionnelles, ce qui est une première pour lui. Il écrit à sa mère, qui passe l'été à Yalta, demandant si Sofia, sa sœur, pourrait lui trouver quelques authentiques chansons ou danses folkloriques tartares : "Elles sont nécessaires de toute urgence pour une œuvre que j'écris en ce moment, mais rapidement - juste deux ou trois, mais elles doivent être authentiques". 
La symphonie, développe le style de composition que Rubinstein a adopté un an plus tôt avec son opéra « Le Marchand Kalachnikov », et s'il conserve les mêmes techniques de composition de ses œuvres symphoniques antérieures, l'utilisation des mélodies folkloriques est une concession au nationalisme musical du groupe des cinq. C'est en raison de l'utilisation de ses mélodies populaires qu'elle sera nommée symphonie "Russe". 
Rubinstein dirige la première de sa nouvelle symphonie le 2 octobre 1880 à Saint-Pétersbourg, le 12 janvier 1881, il la dirige à Berlin, puis le 21 mai à Londres, le 12 janvier 1882 à Leipzig avec un grand succès et le 14 février au conservatoire de Paris. 
Rubinstein dédie sa symphonie à la grande duchesse Hélèna Pavlovna, qui l'avait fortement soutenu depuis son installation à Saint Petersbourg.

## Structure

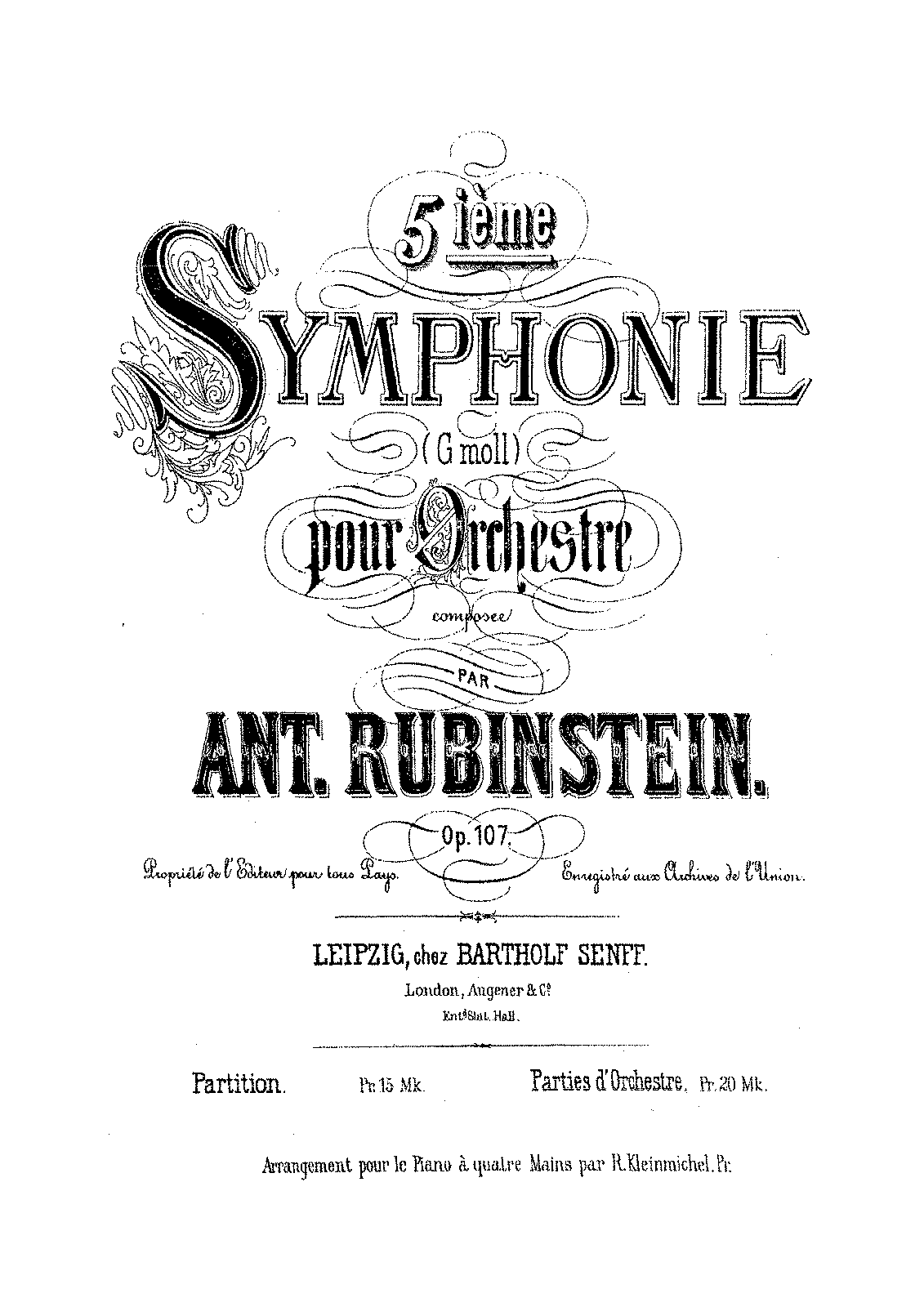
Couverture de la Partition de la symphonie n°5 d'Anton Rubinstein

La Symphonie se compose de quatre mouvements :
1. Moderato assai - un poco animato - Tempo I
2. Allegro non troppo
3. Andante
4. Allegro vivace

Sa durée est d'environ 39 minutes.

## Instrumentation
| Instrumentation de la Symphonie no 5                                 |
| Bois                                                                 |
| 2 flûtes, 2 hautbois, 2 clarinettes, 2 bassons                       |
| Cuivres                                                              |
| 4 cors, 2 trompettes                                                 |
| Percussions                                                          |
| timbales                                                             |
| Cordes                                                               |
| premiers violons, seconds violons, altos, violoncelles, contrebasses |

## Analyse
Le premier mouvement s'ouvre sur un thème résolument russe, confié aux bois, une section qui aborde également le deuxième sujet, un thème d'origine nationale moins évidente. Le matériau est traité avec l'économie de moyens et la compétence technique mendelssohniennes habituelles de Rubinstein selon la procédure classique établie. 
Un thème tout aussi russe est passé de la clarinette au hautbois, à la flûte et aux violons, dans le premier thème du scherzo du deuxième mouvement, avec sa section contrastée en trio mineur, dominée par des sentiments nationaux plus mélancoliques. 
Un cor d'harmonie solo donne le ton au mouvement lent, suivi de la matière thématique animée du finale, réunie dans une conclusion finement ciselée.

## Réception
Le contour mélodique du thème d'ouverture est étonnamment similaire au motif qui commence l'opéra « Boris Godounov » de Moussorgsky. Pour Stassov et les compositeurs nationalistes, cependant, l'utilisation par Rubinstein de chansons folkloriques équivalait à un peu plus de décoration exotique dépourvue de véritable parenté organique avec la tradition établie par Glinka et ses successeurs.
Laroche observe : "Rubinstein est resté, et restera probablement toujours, un représentant de l'élément universel de la musique, élément nécessaire à un art qui n'est pas mûr et est soumis à tous les enthousiasmes de la jeunesse". Il voyait clairement en Rubinstein une influence modératrice contre les excès qui, selon lui, s'étaient infiltrés dans la musique russe depuis l'époque de Glinka : « Si l'auteur de ces lignes a défendu avec passion tout au long de sa carrière le courant russe et le culte de Glinka, il reconnaît la nécessité d'un contrepoids sensé aux extrêmes dans lesquels toute tendance peut tomber... M. Rubinstein est un compositeur qui suit une direction essentiellement cosmopolite, mais sa symphonie a de nouveau montré avec quelle facilité et brio il peut adopter les techniques du camp adverse quand il le veut." 

## Discographie
- Orchestre philharmonique George Enesco dirigé par Horia Andreescu (1988) - Marco Polo / Naxos
- Orchestre symphonique de la télévision et radio d'URSS dirigé par Valentin Zverev (1989) - Melodiya
- Orchestre philharmonique de l'État slovaque (Kosice) dirigé par Barry H. Kolman (1993) - Centaur Records